# Luperosaurus browni
Luperosaurus browni är en ödleart som beskrevs av  Russell 1979. Luperosaurus browni ingår i släktet Luperosaurus och familjen geckoödlor. Inga underarter finns listade i Catalogue of Life.